# Chuck Lear
Chuck Lear (* 30. Juni 1946) ist ein US-amerikanischer Bogenschütze.
Lear diente im United States Marine Corps. Im Februar 1967 schied er aufgrund von im Vietnamkrieg erlittenen Verletzungen aus dem aktiven Dienst aus. Während seiner Militärzeit wurde er unter anderem mit dem Purple Heart und des vietnamesischen Cross of Gallantry ausgezeichnet.
Lear besuchte nun das Armstrong College in Berkeley, Kalifornien und erhielt dort im Juni 1970 seinen Bachelor. Das Bogenschießen begann Lear bei den National Veterans Wheelchair Games, wo er bei jeder seiner Teilnahmen eine Goldmedaille gewann. Juni 2002 nahm er erstmals bei einem NAA tournament und landete auf dem dritten Platz. 2008 in Peking gehörte Lear nach Athen erneut zur US-amerikanischen Mannschaft. Er trat in der Wertung W1 an.
Neben dem Sport ist Lear bei der Third Battalion Fourth Marines Association aktiv und gehört den Vietnam Veterans of America an. Er ist auch Mitglied des Military Order of the Purple Heart und der Disabled Veterans of America.
Lear ist verheiratet und hat drei Kinder sowie drei Stiefkinder und sechs Enkel.

## Erfolge
- 2003: AR1 Men’s Team Event - IPC World Archery Championships in Madrid, Spanien: Silber
- 2003: IPC World Archery Championships in Madrid, Spanien: 13. Platz
- 2004: Sommer-Paralympics in Athen: 11. Platz
- 2007: NFAA Midwest Indoor Sectional: erster Platz
- 2007: AR1 division - U.S. Outdoor Target National Championships in Colorado Springs, Colorado: zweiter Platz
- 2007: W1 Compound - IPC World Archery Championships in Cheongju, Südkorea: 15. Platz
- 2008: NFAA Kansas City Pro-Am Shoot Out: erster Platz
- 2008: NFAA Missouri State Indoor Target Championships: zweiter Platz
- 2008: Sommer-Paralympics in Peking[1]